# 카르멘 카스
카르멘 카스(에스토니아어: Carmen Kass, 1978년 9월 14일 ~ )는 에스토니아의 모델이다.